# Бирмингемский синхротрон
Бирмингемский синхротрон — циклический ускоритель протонов на энергию 1 ГэВ, один из первых в мире синхротронов (реально — синхрофазотронов), построенный в Бирмингемском университете в 1953 году под руководством Марка Олифанта.

## История
Идею синхротрона — циклического ускорителя, в котором частицы ускоряются малым электрическим полем и движутся по неизменной замкнутой орбите в магнитном поле, которое растёт в процессе ускорения — Олифант сформулировал в 1943 году. В 1945 году В.И. Векслер и Макмиллан сформулировали принцип автофазировки, который теоретически обосновал устойчивость частиц при ускорении, и тогда идея синхротронов быстро приобрела популярность. Физический проект ускорителя Олифант подготовил уже к 1947 году, но к сожалению, в послевоенной Великобритании из-за скудного финансирования проект синхротрона продвигался крайне медленно, кроме того, в 1950 году уехал в Австралию главный вдохновитель проекта — Олифант. В результате в 1952 году первым в мире протонным синхротроном стал 3 ГэВ ускоритель Космотрон в Брукхейвенской национальной лаборатории в США. Первый пучок в Бирмингемском синхротроне был получен в июне 1953 года.

## Описание
Синхротрон представлял собой слабофокусирующее кольцо диаметром 9 м (30 футов) с керамической вакуумной камерой прямоугольного сечения 40×10 см². Инжекция осуществлялась из ускорителя Кокрофта-Уолтона на энергии 430 КэВ. Цикл ускорения занимал 1 с, в течение которой магнитное поле поднималось с 217.5 Гс до 12.5 кГс. Частота повторения составляла 6 раз в минуту. Интенсивность протонного пучка не превышала 3×109 частиц. Общий вес магнитной системы составил 800 тонн.
Одной из самых сложных систем ускорителя стала ускоряющая ВЧ-система, частота которой должна была перестраиваться в очень широких пределах (от 330 кГц до 9.3 МГц) в процессе ускорения пучка.
Энергии выпущенного пучка было недостаточно для рождения странных частиц, а малая интенсивность пучка не позволяла создавать полезные для физики элементарных частиц вторичные пучки пионов. Немногочисленные физические эксперименты, проведённые на Бирмингемском синхротроне, были связаны с протон-протонными рассеяниями, однако никаких выдающихся экспериментов на нём сделано не было. В 1967 году синхротрон был окончательно остановлен.